# リーマン・ルベーグの補題

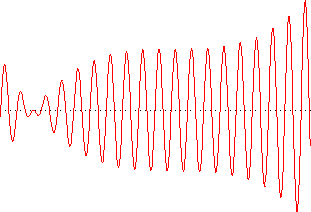
リーマン・ルベーグの補題は上のような関数の積分が小さいことを述べている．積分は振動の回数が増えると 0 に近づく．

数学において，リーマン・ルベーグの補題（英: Riemann–Lebesgue lemma）は、調和解析と漸近解析において重要な定理である．ベルンハルト・リーマンとアンリ・ルベーグにちなんで名づけられた。
補題は L1 関数のフーリエ変換あるいはラプラス変換が無限遠において消えることを述べている．

## 主張
f が Rd 上L1 可積分，つまり |f| のルベーグ積分が有限のとき，f のフーリエ変換は次を満たす：
{\displaystyle {\hat {f}}(z):=\int _{\mathbb {R} ^{d}}f(x)\exp(-iz\cdot x)\,dx\rightarrow 0{\text{ as }}|z|\rightarrow \infty .}

## 他のバージョン
リーマン・ルベーグの補題は他のいろいろな状況において成り立つ．
- f が L1 可積分で (0, ∞) に台を持つとき，リーマン・ルベーグの補題は f のラプラス変換に対しても成り立つ．つまり，半平面 Re(z) ≥ 0 内で |z| → ∞ としたとき

{\displaystyle \int _{0}^{\infty }f(t)e^{-tz}\,dt\to 0}
となる．
- フーリエ級数に対するものもある：f が区間上の可積分関数ならば，f のフーリエ係数は n → ±∞ のとき 0 に近づく：

{\displaystyle {\hat {f}}_{n}\ \to \ 0.}
これは f を区間の外では 0 として拡張し，実数直線全体でのバージョンを適用することで分かる．
- 抽象的な測度空間に対しても指数関数を抽象的な関数に変えたものが成り立つ．しかし証明は複雑ではない．記事末尾に挙げた文献を参照．

## 応用
リーマン・ルベーグの補題は積分の漸近近似の有効性を証明するのに使うことができる．最急降下法や停留位相法などの厳密な取り扱いは，リーマン・ルベーグの補題に基づいている．

## 証明
1次元の場合に示す．高次元の場合の証明も同様である．まず f がコンパクト台を持つ滑らかな関数であるとする．すると部分積分により
{\displaystyle \left|\int f(x)e^{-izx}\,dx\right|=\left|\int {\frac {1}{iz}}f'(x)e^{-izx}\,dx\right|\leq {\frac {1}{|z|}}\int |f'(x)|dx\rightarrow 0{\text{ as }}z\rightarrow \pm \infty .}
f が任意の可積分関数のときは，コンパクト台を持つ滑らかな関数 g によって L1 ノルムで近似できる．‖ ƒ − g ‖L1 < ε となるように g をとる．すると
{\displaystyle \limsup _{z\rightarrow \pm \infty }|{\hat {f}}(z)|\leq \limsup _{z\to \pm \infty }\left|\int (f(x)-g(x))e^{-ixz}\,dx\right|+\limsup _{z\rightarrow \pm \infty }\left|\int g(x)e^{-ixz}\,dx\right|\leq \varepsilon +0=\varepsilon }
となり，これは任意の ε > 0 に対して成り立つから，定理が従う．